# 庫蘇科國家公園
15°32′31″N 88°15′49″W / 15.54194°N 88.26361°W

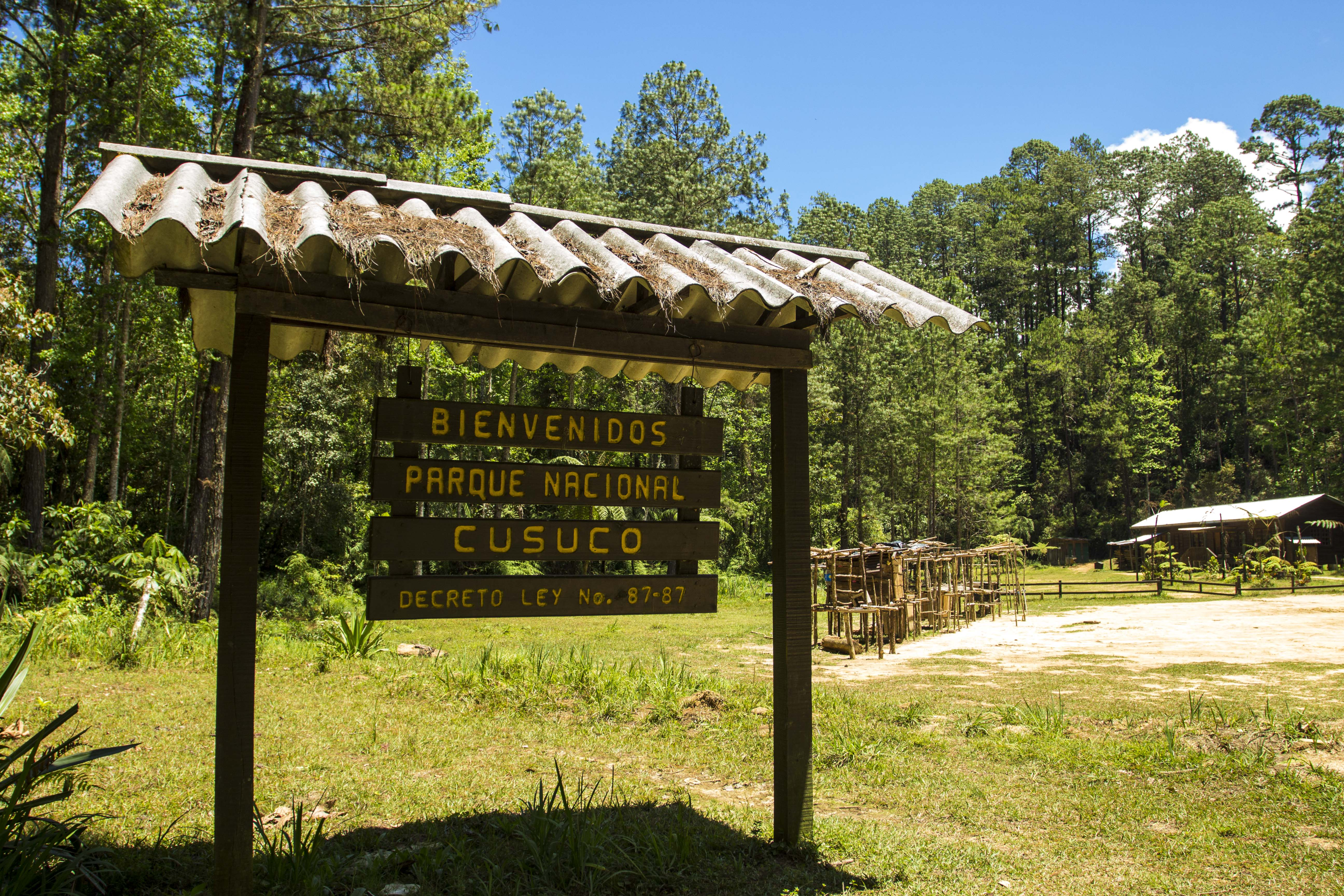

庫蘇科國家公園是洪都拉斯的國家公園，位於該國北部，成立於1959年1月1日，面積234平方公里，該地區有大嘴鳥、猴子、美洲獅、鳳尾綠咬鵑等野生動物棲息。